# Krzysztof Przypkowski (arianin)
Krzysztof Przypkowski herbu Radwan (ur. ok. 1598, zm. ok. 1661) – działacz braci polskich. Był synem Mikołaja i Elżbiety Gabońskiej, bratem Samuela.
Prawdopodobnie uczęszczał do szkoły w Lusławicach, gdzie seniorem tamtejszego zboru był jego ojciec. W latach 1616–1619 przebywał wraz z braćmi Mikołajem i Samuelem za granicą; 20 kwietnia 1616 wpisał się do metryki uniwersytetu w Altdorfie, 30 listopada tego samego roku zapisał się wraz z braćmi na uniwersytet w Lejdzie, w 1618 był w Londynie, a następnie w Paryżu. W 1619 wrócił do kraju na Pogórze. Z podpuszczenia przez proboszcza Lipnicy Wielkiej ks. Wojciecha Słowickiego, w grudniu 1655 podczas pogromów dworów braci polskich w Koniuszowej został zamordowany syn Przypkowskiego – Krzysztof.
Po akcie banicji braci polskich w 1658, pomimo sejmowego nakazu przejścia na inną wiarę lub opuszczenia Rzeczypospolitej w ciągu dwóch lat, Przypkowski pozostał w kraju nie zmieniając wyznania. W 1660 przekazał swój majątek synom.